# Dimitri Michalopoulos
Dimitris Michalopulos, en griego Δημήτρης Μιχαλόπουλος, (Atenas, Grecia, 1952) es un historiador griego. Sus campos de investigación abarcan la Primera Guerra Mundial, los movimientos fascistas, la navegación antigua y la historia de los Balcanes. Actualmente está adscrito al Instituto de Historia Marítima Helénica y enseña Historia de la Grecia Moderna en la Universidad del Pueblo (Atenas). En su polémico último trabajo, presenta la teoría de que la Odisea de Homero tuvo lugar en el Océano Atlántico.

## Biografía
Nacido en Atenas en 1952, estudió en la Escuela Italiana de Atenas, se graduó en historia y arqueología en la Facultad de Filosofía de la Universidad de Atenas (1974) y gracias a una beca del gobierno francés, estudió también en París donde obtuvo el doctorado en historia en la École des Hautes Études en ciencias sociales. Después de haber sido el archivista de la presidencia de Grecia, enseñó, primero como lector y luego como profesor adjunto, "la Historia de los Balcanes" en la universidad de Tesalónica, fue el director del Museo de la Ciudad de Atenas  y profesor de historia naval en la Escuela de Guerra de la Armada Griega. En los años 2004 - 2011 fue el director del “Instituto de Historia de Eleutherios Venizelos y su Era”. En mayo de 2017, él fue profesor invitado en la Universidad de Bucarest.Hoy es el historiador del dicho Instituto de Historia Marítima Helénica.
En el año 1984 fue beneficiario de la Beca Fulbright; y en año 1990 fue Director de la sección de Estudios Griegos de la Universidad de Valladolid, adscrita al Centro Cultural Europeo de Delfos.

## La Odisea
Michalopulos apoya la tesis de que la Odisea de Homero tuvo lugar en el Océano Atlántico. Su tesis fue finalmente, después de debates muy largos, aceptada por el Instituto de Historia Marítima Helénica, que es un organismo gubernamental, a saber el Instituto de investigación de la Guardia Costera Griega. Su libro, L’Odyssée d’Homère au-delà des mythes, publicado también en inglés y griego se ofrece gratuitamente por el dicho Instituto, cuya sede se encuentra en el Pireo.
Es notable que el primer anuncio oficial de esta nueva tesis tuvo lugar en la Universidad Dokuz Eylul de Izmir, en el programa de la cátedra "Jean Monnet"  (3 de junio de 2016).

## Obras publicadas
- L’Odyssée d’Homère  au-delà des mythes, El Pireo: Institut d’Histoire Maritime Hellène, 2016, ISBN 978-618-80599-2-4.
- Homer’s Odyssey beyond the Myths, The Piraeus: Institute of Hellenic Maritime History, 2016, ISBN 978-618-80599-3-1.
- “Peripeteia in the Atlantic: Ulysses’ Voyages between Europe and America”, Revista da História da Universidade Estadual de Goiás, volumen 6, número 2 (agosto-diciembre de 2017), páginas 1-20.
- Ulisse nell’Oceano Atlantico. La questione omerica riesaminata, Edizioni Accademiche Italiane, 2018, ISBN 978-620-2-08420-8.

También:
- Los Griegos antiguos, América y Cristóbal Colón (en griego), Atenas: Lonchī, 2015,  ISBN 978-960-6804-33-5
- Les Argonautes, Paris: Dualpha, 2013, ISBN 978-235-3-74251-6,